# قیفک بنفش‌پایه
کونوس سوتوراتوس (نام علمی: Conus suturatus) نام یک گونه از بلندشکم‌پایان است.